# Swansea
Pour les articles homonymes, voir Swansea (homonymie).
Swansea (prononciation : /ˈswɒnzi/) est une ville côtière de 246 500 habitants située dans le sud du pays de Galles. Dans ce pays, elle est connue aussi sous le nom gallois de Abertawe. Elle a le statut de « cité-comté » dans l'organisation administrative du pays de Galles depuis le 1er juin 2012.

## Géographie
Elle se trouve à l'embouchure du petit fleuve, l’Afon Tawe, d'où son nom gallois. C'est la deuxième ville de la région après Cardiff. Elle constitue un comté depuis 2012. Il y a un siècle, son port était spécialisé dans l'exportation de houille destinée aux machines à vapeur et de produits métallurgiques. Actuellement[Quand ?], elle assure la liaison maritime avec Cork. Elle est aussi le quartier général de la Driver and Vehicle Licencing Authority, l'agence exécutive responsable pour les permis de conduire au Royaume-Uni. C'est la ville natale des poètes Dylan Thomas et Harri Webb, du réalisateur Sean Mathias et de la vedette de cinéma Catherine Zeta-Jones.
Bordée par une large baie sablonneuse de plus de 10 km de long, la cité possède des parcs et jardins, des équipements culturels de niveau international, des installations sportives et une foule de magasins. On y trouve aussi le plus grand marché de plein air du pays de Galles où l’on peut déguster des spécialités galloises traditionnelles, comme les coques de Penclawdd pêchées le matin même et le laverbread, « bara lawr » en gallois, concoction d'algues marines qui se mange avec le bacon.

## Histoire

### Origines et Moyen Âge
Les origines de Swansea remontent à un petit établissement fondé par des marins scandinaves à l’embouchure de la rivière Tawe, connu sous divers noms tels que Sweynessie, Sueinesea ou Sweinesei (« l’île de Sweyn »). Le nom gallois Abertawe signifie « embouchure de la Tawe ».
Au Moyen Âge, la ville devint le centre commercial et administratif du commote de Gower. Sa position stratégique et le potentiel économique de la rivière favorisent le développement du port et des activités marchandes. Au XIIe siècle, Swansea obtient le statut de borough. La croissance se poursuit au XIVe siècle, avec la modernisation du château, mais la ville subit d’importants dégâts lors de la rébellion d’Owain Glyndŵr et connut une baisse démographique due à la peste.

### Période moderne
Après les Laws in Wales Acts en 1536, Swansea est intégrée au comté de Glamorgan. Au XVIIIe siècle, l’industrialisation marque une période de forte expansion. La vallée de la basse Tawe devient un centre mondial de la métallurgie du cuivre, bénéficiant de l’abondance de charbon et de la proximité de la Cornouailles. L’industrie du zinc et surtout celle de la tôle étamée, orientée vers l’exportation, se développèrent également.
L’ouverture du Swansea Metal Exchange en 1887 témoigne de son rôle dans la métallurgie. Sur le plan culturel, la Royal Institution of South Wales (1835), la Glynn Vivian Art Gallery (1909) et le développement de l’enseignement technique contribuent à l’essor intellectuel et artistique. En 1920, la ville accueillie la quatrième composante de l’Université du pays de Galles, transférée à Singleton Park en 1923.
Pendant la Seconde Guerre mondiale, Swansea subit de graves destructions lors de bombardements allemands, causant de lourdes pertes humaines. La reconstruction de l’après-guerre se déroule dans un contexte de déclin des industries traditionnelles. De grands ensembles résidentiels sont construits et le centre-ville est remodelé.
En 1974, la réorganisation territoriale intègre la péninsule de Gower à la ville. En 1996, l’inclusion d’une partie importante de l’ancien borough de Lliw Valley modifie notablement sa composition sociale, économique et linguistique.
Le Maritime Quarter est un nouveau projet de réhabilitation des docks par la transformation de bâtiments historiques en espaces architecturaux modernisés. Dans le quartier du port de plaisance, on trouve des hôtels, des boutiques et des appartements luxueux et le National Waterfront Museum consacré au patrimoine industriel et maritime gallois y ouvrira ses portes.
La baie accueille en outre la station balnéaire victorienne de Mumbles. À proximité se trouve la péninsule de Gower, première zone de Grande-Bretagne à avoir été classée site naturel protégé.
D’innombrables plages ont obtenu un label de qualité et la vue depuis Worm’s Head sur Rhossili Beach est unique.

## Politique et administration

### Gouvernement local
En 1887, Swansea était un village à l'embouchure de la rivière Tawe, couvrant 1 846 ha dans le comté de Glamorgan. Les limites de l'arrondissement ont été étendues à trois reprises, d'abord en 1835, avec l'ajout de Morriston, St Thomas, Landore, St John-juxta-Swansea et d'une partie de la paroisse de Llansamlet, puis en 1889, avec l'inclusion des zones autour de Cwmbwrla et Trewyddfa, et enfin en 1918, lorsque l'arrondissement a été élargi pour inclure la totalité de l'ancienne paroisse de Swansea, la partie sud de la paroisse de Llangyfelach, la totalité de la paroisse de Llansamlet, le district urbain d'Oystermouth et la paroisse de Brynau.
En 1889, Swansea a obtenu le statut de county borough et le statut de ville en 1969, dont a hérité le district de Swansea lors de sa création par la fusion du county borough et du district rural de Gower en 1974. En 1996, Swansea est devenue l'une des 22 autorités unitaires du pays de Galles avec l'ajout d'une partie de l'ancien arrondissement de Lliw Valley. La nouvelle autorité a reçu le nom de « City and County of Swansea » (en gallois : Dinas a Sir Abertawe).
Swansea était autrefois un bastion du Parti travailliste qui, jusqu'en 2004, a eu le contrôle général du conseil pendant 24 ans. Les Libéraux-démocrates ont été le plus grand groupe de l'administration[pas clair]qui a pris le contrôle du conseil de Swansea lors des élections locales de 2004 jusqu'à ce que les élections de 2012 voient le conseil revenir sous le contrôle des travaillistes. 
Le maire change en mai de chaque année[réf. souhaitée]

## Tourisme et patrimoine

### En ville
- Dylan Thomas Centre (centre littéraire)
- Liberty Stadium (stade de football/rugby)
- National Waterfront Museum (Musée national du littoral)
- Singleton Park and Botanic Gardens (parc et jardin botanique)
- Swansea Museum (musée municipal)
- Wind Street (quartier nocturne)

### Aux alentours
- Gower Heritage Centre (centre historique et pédagogique)
- Margam Country Park (parc et jardins)
- Neath Abbey (abbaye de Neath)
- Oxwich Castle (château d’Oxwich)

## Galerie d'images

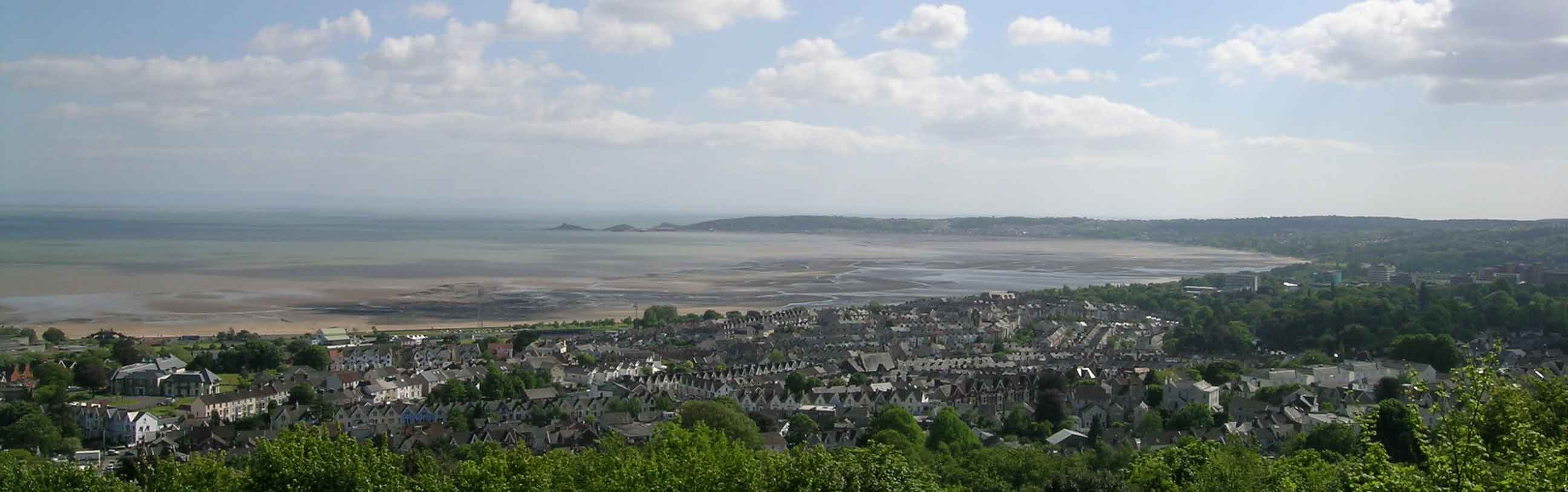
Vue de la Baie de Swansea. On aperçoit Uplands et, au lointain, Mumbles.
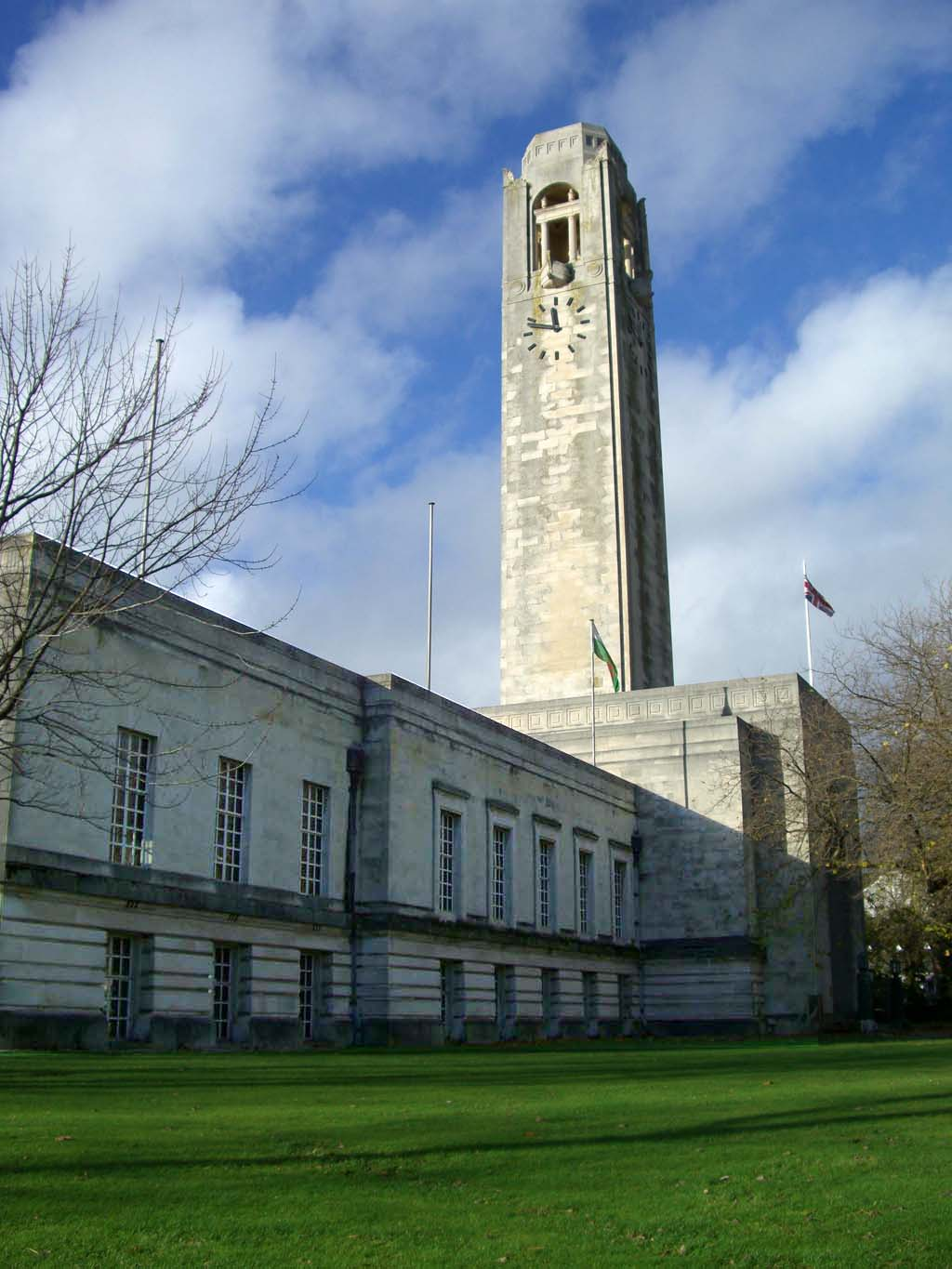
L'hôtel de ville (Guildhall), datant de 1934.
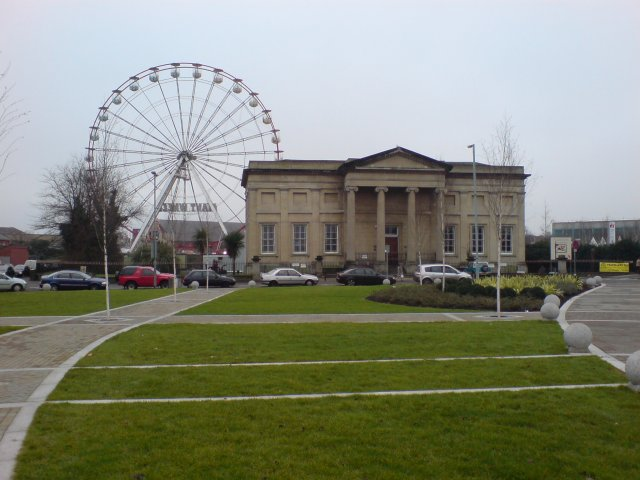
Swansea Museum.
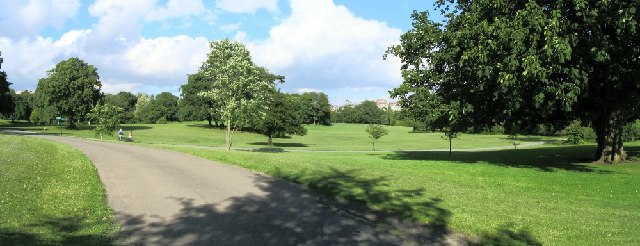
Singleton Park.
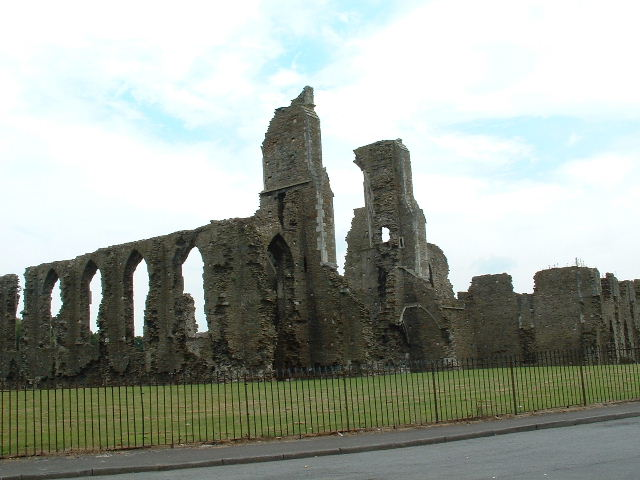
Neath Abbey.
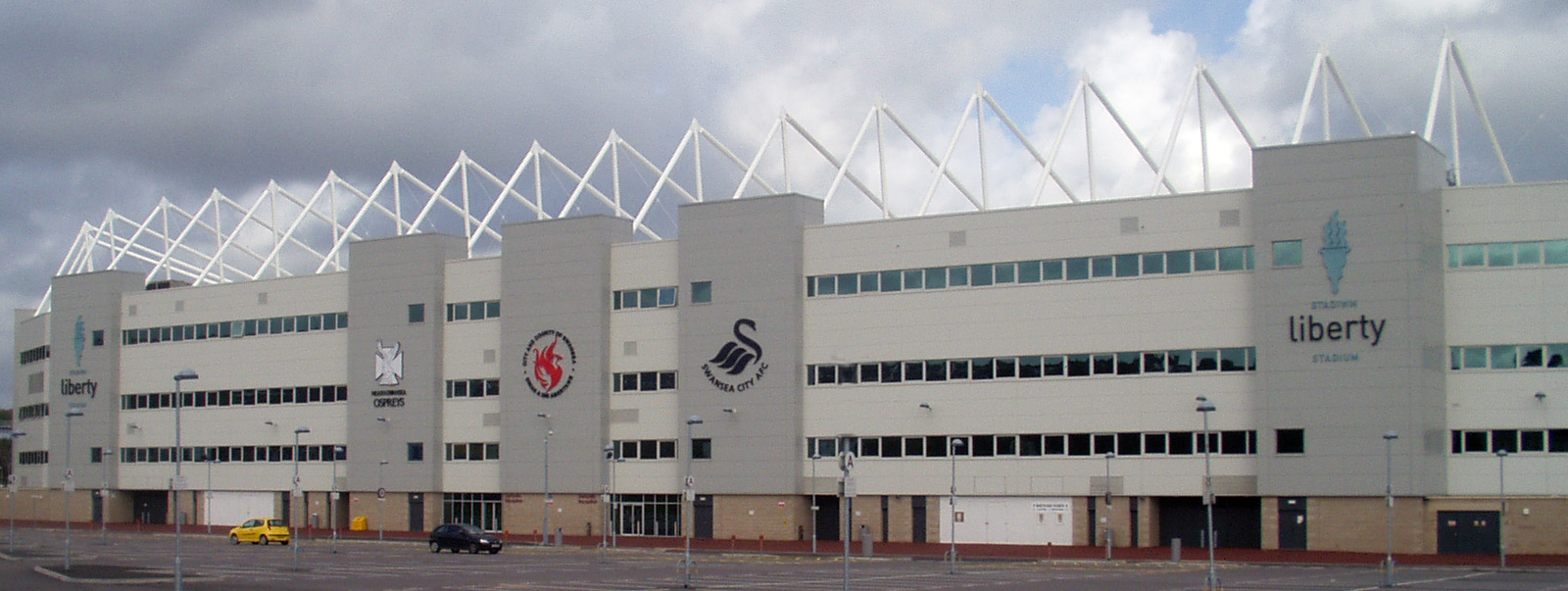
Liberty Stadium.
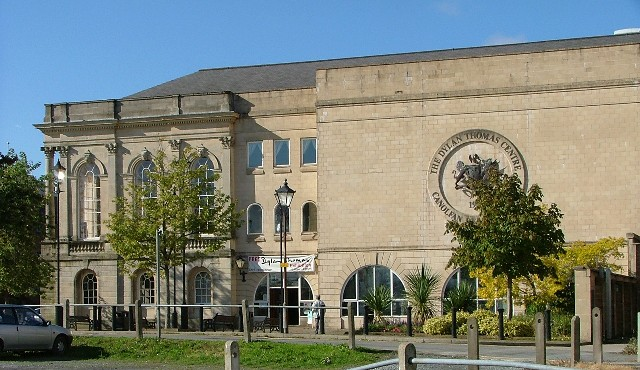
Dylan Thomas Centre.

## Personnalités liées à Swansea
- Louis Rebour (1907-1941), capitaine au long cours, compagnon de la Libération, mort à l'entrée du port de Swansea.
- Dylan Thomas (1914-1953), écrivain et poète gallois.
- Princesse Lilian de Suède (1915-2013), mannequin britannique, membre de la famille royale de Suède.
- Kingsley Amis (1922-1995), écrivain britannique.
- Ivor Allchurch (1929-1997), footballeur gallois.
- John Charles (1931-2004), footballeur gallois.
- Michael Heseltine (1933-), homme politique et homme d’affaires britannique.
- Dewi Zephaniah Phillips (1934-2006), philosophe britannique.
- Mary Balogh (1944-), écrivain britannico-canadien de romances historiques.
- Mervyn Davies (1946-2012), joueur gallois de rugby à XV.
- Dan Biggar  (1988-)joueur gallois de rugby à XV.
- Terry Williams (1948-), batteur du groupe Dire Straits.
- Rowan Williams (1950-), universitaire, un théologien et un ecclésiastique anglican de nationalité britannique.
- Bonnie Tyler (1951-), chanteuse britannique.
- Keith Allen (1953-), acteur gallois.
- Anne Boden (1960-), entrepreneure et fondatrice de la banque Starling.
- Ian Hislop (1960-), humoriste britannique.
- Russell T Davies (1963-), producteur de télévision gallois.
- Dean Saunders (1964-), footballeur gallois.
- Alan Cox (1968-), programmeur impliqué dans le développement du noyau Linux, vivant actuellement à Swansea.
- Catherine Zeta-Jones (1969-), actrice britannique.
- Chris Coleman (1970-), joueur et entraîneur de football.
- John Hartson (1975-), footballeur gallois.
- Shane Williams (1977-), joueur gallois de rugby à XV.
- Enzo Maccarinelli (1980-), boxeur britannique.
- Matt Ryan (1981-), acteur gallois
- Lisa Lee Dark (1981-), chanteuse d'opéra et actrice.
- Joseph Morgan (1981-), acteur anglais ayant vécu pendant 11 ans à Swansea.
- Leigh Halfpenny (1988-), joueur gallois de rugby à XV
- Jack Jones (1992-), leader du groupe Trampolene.
- Spencer Davis (1939-2020), chanteur et guitariste de rhythm'n'blues.
- Martin Amis (1949-2023), écrivain britannique.

## Sports
- St Helen's est le terrain pour la pratique du cricket et du rugby à XV
- Swansea Tennis Centre sont les terrains de tennis couverts.

Par le passé, la ville a accueilli de grand évènements sportifs. Ainsi, au cours de la coupe du monde de rugby à XIII de 1995, elle accueille le quart de finale pays de Galles - Samoa occidentales . Ce match a lieu au Vetch (en), un stade démoli en 2011, mais qui suscite toujours une grande nostalgie chez les habitants de la ville. Particulièrement chez les supporters du club de football Swansea City.

## Jumelages
- Mannheim (Allemagne) depuis 1957
- Pau (France) depuis 1982[11]
- Cork (Irlande) depuis 1994
- Bydgoszcz (Pologne)